# Sergio Lenci
(Bruno Zevi)
Sergio Lenci (Napoli, 11 maggio 1927 – Roma, 20 marzo 2001) è stato un architetto italiano.

## Biografia
Nato a Napoli si laurea in architettura nel 1950 presso la facoltà di architettura dell'Università "La Sapienza" di Roma. Nel 1977 vince il concorso di professore ordinario di composizione architettonica presso la facoltà di architettura dell'Università "La Sapienza" di Roma e ricoprirà l'incarico fino al 1999. Dal 1995 al 2000 è presidente del corso di laurea in architettura di via Gramsci.
Tra gli altri progetti si ricordano il quartiere Ina-Casa Tiburtino, Roma 1949-1954 (con Ludovico Quaroni e Mario Ridolfi, capigruppo, e con Carlo Aymonino, Mario Fiorentino, Carlo Melograni, Michele Valori ed altri), un edificio residenziale a torre a Ravenna, la sede della Cooperativa ITER, Lugo di Romagna, l'autorimessa a Venezia al Tronchetto, i Palazzi di Giustizia di Brindisi e di Lecce, le Case Circondariali di Roma Rebibbia, Spoleto, Livorno, Rimini. Nel 1989 ottiene la menzione d'Onore al concorso internazionale per Nuova Biblioteca Alessandrina, ad Alessandria d'Egitto con: Ruggero Lenci, Nilda Valentin, Stefano Catalano e Antonino Manzone.
Muore nel marzo 2001. L'Ordine degli architetti di Roma e l'Istituto Nazionale di Architettura - Sezione Lazio gli hanno intitolato il premio "IN/ARCH ad un'opera prima - premio Sergio Lenci" nel quadro della valorizzazione dell'architettura contemporanea nella regione Lazio.

### L'attentato
Il 2 maggio 1980 subì un'aggressione da parte di un gruppo di terroristi di Prima Linea che avevano deciso di giustiziarlo. Quella mattina, in numero di otto, si recarono al suo studio per ucciderlo sparandogli un colpo di pistola alla nuca. Sopravvissuto all'attacco, ha vissuto per i restanti 21 anni con un proiettile nella nuca. Il gruppo terroristico lo aveva indicato come “tecnico dell'anti-guerriglia urbana”, scrivendo questa motivazione su un muro del suo studio romano. La sua “colpa” sarebbe stata quella di aver progettato il carcere di Roma-Rebibbia con criteri di rispetto dei diritti umani dei prigionieri, così da ridurre quel maggiore "potenziale rivoluzionario", tipicamente presente in una struttura detentiva, sul quale i terroristi avrebbero voluto poter contare nel momento della rivoluzione.
Nel 1987 ha vinto il primo premio della terza edizione del concorso letterario “Pieve Santo Stefano” (Arezzo), assegnato dall'Archivio Diaristico Nazionale, con il libro-diario intitolato Colpo alla nuca che narra la vicenda terroristica. Il regista Mimmo Calopresti si ispirò al libro per la trama del film La seconda volta, interpretato da Valeria Bruni Tedeschi e Nanni Moretti. Originale l'incontro in carcere della vittima con una dei terroristi che avevano tentato di ucciderlo, Giulia Borelli, condannata.

## Professionalità
Ha contribuito da architetto in modo determinante alla costruzione dell'Italia del secondo dopoguerra, con opere pubbliche o a servizio pubblico (tra cui Scuole, Ospedali, Palazzi di Giustizia, case per terremotati, ecc.) realizzate a Venezia, Chioggia, Torino, Rimini, Verona, Bologna, Vercelli, Livorno, Spoleto, Tuscania, Ancona, Brindisi, Lecce, Potenza, Agrigento, Matera, Assisi.
Nel 2001 è stato insignito dell'Honorary Fellowship da parte dell'American Institute of Architects. I progettisti romani che hanno avuto tale riconoscimento sono stati: Pier Luigi Nervi (1957), Luigi Moretti (1964), Bruno Zevi (1968), Carlo Aymonino (2000), Sergio Lenci (2001), Massimiliano Fuksas (2002), Paolo Portoghesi (2002), Manfredi Nicoletti (2009).
Nel 2007 il comune di Roma gli ha intitolato un viale all'ingresso di Villa Torlonia.

## Realizzazioni
Incarichi
- 1955  Edificio residenziale in via della Balduina 85, Roma
- 1957	Palazzo di Giustizia, Brindisi
- 1958	Centro Sociale in via Campana, Rimini
- 1959 	Casa Circondariale di Rebibbia, Roma
- 1959 	Cooperativa edilizia in via S. Fabiano, Roma
- 1960 	Edificio residenziale, Brindisi
- 1964 	Edificio residenziale a torre, Ravenna
- 1965 	Cooperativa edilizia in via dei Colli Portuensi, Roma
- 1966 	Scuola per bambini minorati della vista, Roma
- 1967 	Carcere mandamentale, Rimini
- 1967 	Quartiere in Villaseta, Agrigento
- 1970 	Casa Nimmo, Morlupo
- 1970 	Casa Circondariale, Spoleto
- 1970 	Case popolari, Matera
- 1973 	Quartiere per popolazioni colpite dal sisma, Tuscania
- 1974 	Sede della Cooperativa ITER, Lugo di Romagna
- 1975 	Edificio residenziale nel rione Guasco S. Pietro, Ancona
- 1983 	Scuola Media, Cesena
- 1983 	Autorimessa all'Isola del Tronchetto, Venezia
- 1983 	Viabilità Isola del Tronchetto – Venezia
- 1986 	Recupero di Palazzo Bernabei, Assisi
- 1986 	Recupero dell'ex Ospedale della Misericordia, Assisi
- 1987 	Case a schiera a Valcanneto, Cerveteri
- 1989 	Due edifici per abitazioni nel PEEP di Castel Giubileo, Roma
- 1991 	Autorimessa interrata in Piazza Matteotti, Assisi
- 1993 	Ampliamento di una casa in collina, Majolo

Concorsi realizzati
- 1952 	Quartiere S. Giovanni a Teduccio, Napoli
- 1954 	Quartiere Spine Bianche, Matera
- 1961 	Palazzo di Giustizia, Lecce
- 1965 	Scuola Elementare, Formello
- 1967 	Ospedale S. Carlo nuova sede, Potenza
- 1968 	Tre edifici residenziali a torre, Bologna
- 1970 	Scuola Media, Montale
- 1970 	Scuola Media, Verona
- 1971 	Scuola Materna, Spinaceto, Roma
- 1972 	Scuola Elementare, Chioggia
- 1974 	Casa Circondariale, Livorno
- 1984 	Ospedale, Muro Lucano

Incarichi urbanistici
- 1954 	P.R.G. di Brindisi
- 1970 	Piano Particolareggiato di Assisi Alta
- 1985 	Piano di Zona “Mistica II”, Roma
- 1986 	Piano Particolareggiato “Massimina A”, Roma
- 1987 	Parco del Marecchia tra Secchiano e Novafeltria
- 1989 	Piano Particolareggiato dell'area esterna alle mura di Amelia e rilievo delle mura poligonali

## Concorsi
- 1950 	Ospedale Civile, Velletri (2º premio)
- 1951 	Piano Regionale di Camigliatello Silano (2º premio)
- 1952 	Galleria d'Arte Moderna, Torino (4º premio)
- 1952 	Quartiere St. Gobain, Pisa (2º premio)
- 1952	Quartiere S. Giovanni a Teduccio, Napoli (1º premio)
- 1953	Quartiere fondo FIE, Roma (1º premio ex aequo)
- 1954	Quartiere Spine Bianche, Matera (1º premio)
- 1956 	Velodromo Olimpico, Roma (segnalato)
- 1958 	Cassa Centrale di Risparmio, Catania (rimborso)
- 1959 	Padiglione Italiano Biennale di Venezia (2º premio)
- 1961 	Palazzo di Giustizia, Lecce (1º premio ex aequo)
- 1964 	Palazzo di Giustizia, Brescia (1º premio ex aequo)
- 1965 	Scuola Elementare, Formello (1º premio)
- 1965 	Scuola Elementare, Citerna (1º premio)
- 1965 	Quartiere residenziale a Secondigliano, Napoli (1º premio ex aequo)
- 1965 	Palazzo di Giustizia, Velletri
- 1966 	Serbatoi idrici prefabbricati (2º premio)
- 1966	Sistemazione urbanistica della Caffarella, Roma (1º premio ex aequo)
- 1967 	Ospedale S. Carlo, nuova sede, Potenza (1º premio)
- 1967 	Ospedale Psichiatrico di Mirano (3º premio)
- 1968 	Ospedale Generale di Pietralata, Roma (3º premio)
- 1969 	Quartiere Zen Cardillo, Palermo (3º premio)
- 1970 	Scuola Media, Montale (1º premio)
- 1970 	Scuola Media, Verona (1º premio)
- 1971 	Scuola Materna a Spinaceto, Roma (1º premio)
- 1972 	Scuola Elementare, Chioggia (1º premio)
- 1974 	Casa Circondariale di Livorno (1º premio)
- 1975 	Palazzo di Giustizia per minori, Torino (1º premio)
- 1982 	Area Scientifico-Tecnologica, Trieste (1º premio ex aequo)
- 1984 	Parco dell'Area Standiana, Ravenna (1º premio ex aequo)
- 1984 	Ospedale di Muro Lucano (1º premio)
- 1986 	Caserma Zucchi e Parco del Popolo, Reggio Emilia (selezionato)
- 1987 	Riqualificazione di aree urbane, Santarcangelo di R. (1º premio ex aequo)
- 1988 	Ampliamento della Facoltà di Architettura di via Gramsci, Roma (4°)
- 1989 	Nuova Biblioteca di Alessandria d'Egitto (menzione d'onore)
- 1990 	Quale Periferia per Roma Capitale? Concorso ACER (1º premio ex aequo)

## Saggi sull'architettura contemporanea italiana nei quali sono pubblicati progetti di Sergio Lenci
- Magnaghi A., Monge M., Re L., Palazzo di Giustizia per Minori, In: ”Guida dell'Architettura Moderna di Torino”, Designers Riuniti Ed., 1982, pag. 226
- Rossi Piero Ostilio, Roma – Guida all'architettura moderna 1909-1984, Laterza Ed., Bari, 1984, pag. 127, 155, 167
- Muratore Giorgio, Capuano Alessandra, Garofalo Francesco, Pellegrini Ettore, Italia – Gli ultimi trent'anni, Zanichelli Ed., Bologna, 1988, pag. 198, 263, 299, 334, 365, 395, 401
- De Guttry Irene, In: “Guida di Roma Moderna”, De Luca Ed., 1989, pag. 129, 130
- Polano Sergio, Guida all'architettura italiana del novecento, Electa Ed., Milano, 1991, pag. 109, 140, 143, 211
- Sgarbi Vittorio, Dizionario dei Monumenti italiani e dei loro autori, Bompiani Ed., Milano, 1991, pag. 109, 140, 143, 211
- Zevi Bruno, Ampliamento della Rescoop a Lugo di Romagna, In: “Linguaggi dell'architettura contemporanea”, Etaslibri Ed., 1993, pag. 47, 48
- Purini Franco, Farsi tema di se stesso: Sergio Lenci, In: “Ricerca e Progetto”, Bollettino n. 4 del D.P.A.U. della Università di Roma “La Sapienza”. Gangemi Ed., Roma, 1994, pag. 94-97
- Ippolito Achille Maria, Quale Periferia per Roma Capitale?, In: “Il vuoto progettato”, F.lli Palombi Ed., Roma, 1996, pag. 71
- Valentin Nilda, Unità abitativa, Guasco S. Pietro, Ancona, In: “L'architettura cronache e storia”, n. 527, 1999
- Guccione M., Pesce D., Reale E., Censimento degli archivi privati di architettura Roma e Lazio, Gangemi Ed., Roma, 1999

## Principali scritti
- Inchieste sulle città italiane: Una città del sud, Brindisi, Casabella 221, 1958
- Esperienze nella progettazione del quartiere Spine Bianche a Matera, Casabella 231, 1959
- Unità residenziale di via Campana – Rimini, Casabella 236, febbraio 1960
- Il movimento cooperativo in Italia negli anni '60, In: “Argomenti di Architettura”, n. 4, 1961
- La Chiesa di Consalve, progetto di A. Lambertucci, In: “L'architettura cronache e storia”, n. 89, 1963
- Il full time, la professione dell'architetto e le Facoltà di Architettura, In: “L'architettura cronache e storia”, n. 91, 1963
- Un problema di fondo per gli Architetti, In: “l'Avanti”, 4 aprile 1963
- Recensione del libro di Kevin Lynch “The image of the city”, In: “Facoltà di Architettura dell'Università di Roma Bollett. della Biblioteca”, n. 3
- Nota ai progetti di Scuole Tecniche e Professionali elaborati nel Corso di Composizione I (B) della Facoltà di Architettura di Roma. Atti del Convegno Nazionale sull'Edilizia Residenziale (in/Arch 1964) Relazione sul 2° tema (pagg. 312-316). Rapporto Standard Urbanistico – Standard Edilizio. Programmazione economica e pianificazione urbanistica sulla residenza. Standard edilizi, In: “Aspetti dell'arte contemporanea”, 1964
- L'Organizzazione della scuola a carattere Tecnico e Professionale come elemento della pianificazione, In: “Quaderni del C.S. Ed. Scolastica del Ministero P.I.”, n. 3
- Edilizia scolastica e democrazia, In: “La Riforma della Scuola”, n. 89, 1966
- La pianificazione urbana e comprensoriale, In: “INU”, 1966
- Un'esperienza di progettazione: il Carcere Giudiziario di Roma Rebibbia, In: “Rassegna di studi penitenziari”, n. 2, 1968
- Il pensiero urbanistico di fronte agli ambienti storici, In: “Architetti di Sicilia”, n. 16, 1968
- Voci:” Ospedale”, “Attrezzature Sanitarie”, “Lazzaretto”, “Lebbrosario”, In: “Dizionario Enciclopedico di Architettura e Urbanistica”, 1969
- La degenza differenziata: degenza per acuti e degenza per non acuti di tipo alberghiero, In: “Atti del Primo Congresso sui Complessi Ospedalieri”, Salsomaggiore, 1969
- Appunti sulla città-territorio, In: “Atti del Seminario Internazionale di studi sulla città-territorio”, Partinico, 1969
- Due edifici scolastici realizzati con elementi prefabbricati in cemento armato nella zona di Roma, In: “L'Industria Italiana del Cemento”, n. 4, 1969
- Elementi per una pianificazione edilizia delle istituzioni penitenziarie legata alle infrastrutture dei servizi assistenziali e culturali sul territorio, In: “Quaderni di Criminalogia Clinica”, luglio-settembre 1970
- Saggio sull'architettura (tre lezioni agli studenti di Roma), In: “Rassegna dell'Istituto di Architettura e Urbanistica”, gennaio 1970
- The design and construction of institution for the custody and treatment of adults and juveniles involved in Criminal Justice System, In: “United Nations Social Defense Research Institute” (UNSDRI)-ciclostile, dicembre 1970
- Sui Centri Storici, In: “Il Mondo”, serie di 5 articoli nei numeri di febbraio, marzo, aprile, maggio, luglio 1973
- Sui Centri Storici, In: “L'intervento pubblico nei Centri Storici”, Il Mulino, Bologna, 1973
- Sul venticinquennio della dichiarazione dei Diritti dell'uomo (ONU), In: l'Architetto, n. 9, 1973
- Il problema della casa e la Legge 865, In: “Arbitri e appalti”, n. 1/2, 1973
- Prison Architecture, UNSDRI – Architectural Press, Londra, 1975
- Tipologie dell'edilizia carceraria, a cura di M. Cappellato e A. Lombroso, In: “Carcere e società”, Marsilio, Venezia, 1976
- Raccolta di programmi e relazioni sull'attività didattica dei corsi per gli anni 1975/76 e 1976/77, Officina Edizioni, Roma, 1977
- Developments in Penal Architecture, In: “Penal Policy and Prison Architecture”, Barry Rose, Chichester and London, 1978
- Le esperienze di risanamento dei Centri Storici di Gubbio, Ancona, Bologna, Atti del Convegno, Gubbio, 1978
- Negozio di abbigliamento a Roma, di G. Romoli, In: “L'architettura cronache e storia”, n. 273, 1978
- Scuola Materna a Filadelfia in Calabria, di B. Bevivino, T. Bevivino, F. Cazzato, In: “L'architettura cronache e storia”, n. 281, 1979
- La libreria “Mondo Operaio” a Roma, di M. Costa e F. Coccia, In: “L'architettura cronache e storia”, n. 285, 1979
- Interessanti novità nei grattacieli USA, ma non in tutti, In: “Facoltà di Architettura dell'Università di Roma Bollettino della Biblioteca”, n. 28, 1981
- Progetto: la ricerca e l'espressione di tra(n)-sformazioni che prefigurano il futuro, In: “Progettare”, Gangemi, Roma, dicembre 1984
- Note critiche a margine del Concorso Internazionale per Studenti (organizzato a cura del DPAU), In: “Contro il degrado urbano”, Gangemi, 1988
- Edificio per Uffici a Verucchio, Forlì – Studio Lapis, In: “L'architettura cronache e storia”, n. 437, 1992
- Due architetti scozzesi: Gordon Benson e Alain Forsyth, In: “Ricerca e Progetto”, n. 1, 1993
- Francesco Berarducci: testimonianze, In: “Ricerca e Progetto”, n. 3, 1994
- Il Grande Raccordo Anulare di Roma, In “Ricerca e Progetto”, n. 9-10, 1997

## Mostre
- 2002 Facoltà di Architettura Valle Giulia, Roma
- 2006 Casa dell'Architettura, Roma
- dal 2006, Casa dell'Architettura, Roma. Mostra permanente dei plastici di Sergio Lenci